# Abdelkader Reguig (politique)
Pour les articles homonymes, voir Abdelkader Reguig.
 (septembre 2010).
Si vous disposez d'ouvrages ou d'articles de référence ou si vous connaissez des sites web de qualité traitant du thème abordé ici, merci de compléter l'article en donnant les références utiles à sa vérifiabilité et en les liant à la section « Notes et références ».
 Abdelkader Reguig (عبد القادر رقيق), natif d'Oran, est un ingénieur expert agronome spécialiste en aménagement.

## Biographie
Très tôt, il entre en politique par les Scouts musulmans algériens (SMA). Il commence sa carrière professionnelle par le poste de chargé de mission de la révolution agraire. Il est nommé par feu président Houari Boumédiène à la wilaya de Mostaganem. Il devient membre fondateur de l’Union des ingénieurs algériens (U.I.A.). Il occupe plusieurs postes à partir de 1980 (directeur-général et directeur de l’Agriculture).
En 1985, il est élu secrétaire national chargé du bureau sectoriel des ingénieurs au congrès de la création de l'Union nationale des ingénieurs, architectes et scientifiques algériens (U.N.I.A.S.A.). Au sixième congrès du parti Front de libération nationale (FLN), il est élu membre du comité central et désigné mouhafedh d'Oran.
En 1989, il est réélu secrétaire national au congrès de l'Union nationale des scientifiques et technologues algériens (U.N.S.T.A). En 1994, il est élu secrétaire général de l'U.N.S.T.A.
En 2001, il est désigné par le président Abdelaziz Bouteflika membre du Conseil de la nation (sénateur).
En 2007, son mandat de sénateur est renouvelé par le président Abdelaziz Bouteflika.
Il vient d'être élu à l’Unanimitè vice-président de la Fédération des ingénieurs arabes à amman en date du 21 avril 2017 Il est l'auteur de plusieurs analyses sur l'agriculture algérienne et la situation politique parus sur le quotidien d'oran . Le dernier article, « une actualitè dans l'impasse», paru le 26 novembre 2015 «les milliards de l'agriculture,les apprentis fellahs et les trabendistes »17 janvier 2008 . «ce riche parent pauvre» 25 septembre 2008 stratégie des technologies de l’information se de la communication: « demain sera numérique», 30 novembre,2010., « la sécurité nationale » le 28 novembre 2013. En Janvier 2016 il est élu Président de l’ONG l’ordre des ingénieurs experts arabes (orarexe) Ordrer of Arab Expert Engineers à Genève enregistré le 05/07/2018. Extrait de registre n réf 12439/2018 IDE CH -216.707.336. www. orarexe.com